# NGC 53
NGC 53 es una galaxia espiral barrada localizada en la constelación de Tucana. Fue descubierto por John Herschel el 15 de septiembre de 1836. Lo describió como "muy débil, pequeño, extendido". La galaxia tiene aproximadamente 120 000 años luz de ancho, lo que la hace casi tan grande como la Vía Láctea.